# Geschichte von Port of Spain
Die Geschichte von Port of Spain, der heutigen Hauptstadt des karibischen Inselstaats Trinidad und Tobago, ist seit Mitte des 16. Jahrhunderts dokumentiert. Aus europäischer Perspektive beginnt sie mithin in der Neuzeit.

## Spanische Kolonialherrschaft (1498–1797)
Bis Mitte des 16. Jahrhunderts befand sich auf dem Gebiet des heutigen Port of Spain ein Taíno-Dorf namens Cumucurapo (Arawak für „Platz der Kapokbäume“). Seit 1530 lieferte sich der spanische Gouverneur für Trinidad, Antonio Sedeño, beim Versuch, auf der Insel eine dauerhafte Siedlung zu installieren, mehrere erfolglose Scharmützel mit den Indianern. 1533 errichtete Sedeño in der Nähe von Cumucurapo einen durch Palisaden befestigten Siedlungsplatz, musste diesen aber nach weiteren Kämpfen ein Jahr später wieder aufgeben. 1560 wurde von den Spaniern dort, wo sich heute die östlichen Vororte von Port of Spain befinden, ein Fort errichtet, das gehalten werden konnte. Dieses Jahr gilt mithin als Gründungsjahr von Port of Spain, damals noch Puerto de los Hispanioles. Als Hauptstadt der Kolonie Trinidad wurde das gut zehn Kilometer östlich gelegene San José de Oruña (dem heutigen St. Joseph) gegründet, da dort weniger Scharmützel mit Einheimischen zu erwarten waren.
Die folgenden 200 Jahre existierte Puerto de los Hispanioles als eher armselige Ansammlung von Hütten; 1690 berichtete der damalige Gouverneur Sebastien de Roteta nach Madrid, dass der Ort über sechs Häuser und eine Kirche verfüge. 1716 wurde die Stadt vom britischen Piraten Blackbeard, der seinerseits unter dem Befehl von Benjamin Hornigold stand, geplündert. Mitte des 18. Jahrhunderts bürgerte sich der Name „Puerto España“ ein. 1757 war Gouverneur Pedro de la Moneda mit den Lebensbedingungen in San José de Oruña so unzufrieden, dass er den Gouverneurssitz permanent nach Puerto España verlegte, das seeseitig durch das Fort San Andres geschützt war. Zu dieser Zeit bestand die Stadt aus nur zwei Straßen, die noch heute als Duncan Street und Nelson Street existieren und die damals noch bis zum Wasser führten, da spätere Landgewinnungsmaßnahmen noch nicht erfolgt waren. 1779 ordnete Zivilgouverneur Martín de Salaverría an, dass die monatlichen Tagungen der Cabildo in Puerto España stattzufinden hätten, was die Bedeutung des Ortes über die Funktion als Hafenplatz hinaus deutlich steigerte. 1781 wurde auf dem Gebiet des heutigen östlichen Independence Square die erste katholische Kirche der Stadt errichtet.
Mit Ankunft von Gouverneur José María Chacón 1784 wurde Puerto España auf dessen Betreiben hin offiziell Hauptstadt von Trinidad. Chacón setzte die Cedula de populacion um, ein Edikt des spanischen Ministers José de Gálvez y Gallardo, das die verstärkte Ansiedlung französischer Bürger auf Trinidad gestattete und dadurch einen signifikanten Bevölkerungszuwachs und eine rasch ansteigende Wirtschaftsleistung der Insel ermöglichte. In der Folgezeit blühte auch Puerto España auf; 1786 betrug die Einwohnerzahl bereits 3000, ein Drittel davon waren Franzosen. Zu dieser Zeit waren die wichtigsten der bereits elf Straßen mit Kalkstein aus den nahen Laventille Hills gepflastert, und Gossen führten das Abwasser ab. 1787 ließ Chacón den Rio Tragarete (den heutigen Dry River), der bis dahin mitten durch den Ort floss und regelmäßig für Überschwemmungen sorgte, um etwa 2,5 Kilometer nach Osten umleiten, so dass der Fluss am Fuße der Laventille Hills entlang nach Süden floss und damit die östliche Grenze des Stadtgebiets markierte. Zu einem unbekannten Zeitpunkt zwischen 1783 und 1797 stiftete der französischstämmige Plantagenbesitzer Picot de Lapeyrouse, der durch die Cedula de populacion nach Port of Spain und dort zu einigem Reichtum gekommen war, vier Hektar Land westlich des damaligen Stadtgebiets zur Nutzung als Friedhof. Der damalige Campo santo wurde von den Engländern weiter genutzt und ist noch heute als Lapeyrouse Cemetery der Hauptfriedhof der Stadt.

## Britische Kolonialherrschaft (1797–1962)
| Bevölkerungsentwicklung Port of Spains |
| --- |
| 100.00090.00080.00070.00060.00050.00040.00030.00020.00010.000040017603.000178610.000179754.100190161.580192170.334193188.698193892.793194693.954196073.950197059.200198846.901199048.514200037.0742011 |

1797 wurde Trinidad von den Briten unter Ralph Abercromby kampflos erobert, da der letzte spanische Gouverneur Chacón über keine Möglichkeiten zur Verteidigung der Kolonie verfügte und sie übergab. Zu diesem Zeitpunkt bestand Puerto España aus nur zehn Straßen, hatte aber über 10.000 Einwohner, die mehrheitlich französischsprachig waren. In der Folge wurden Straßen und Landmarken mit englischen Bezeichnungen versehen. Ab 1803 begannen die neuen Kolonialherren umfangreiche Maßnahmen zur Landgewinnung entlang des Golfufers. In einem ersten Schritt wurden gut 150 Meter Land gewonnen; den Abschluss zum Golf von Paria verlief entlang der heutigen Straße South Quay. Eine zweite Baumaßnahme zur Landgewinnung führte in den 1850er-Jahren dazu, dass die Straße South Quay heute ca. 100 Meter vom Ufer entfernt liegt; auf dem neu gewonnenen Land wurde das Gebäude des späteren Bahnhofs von Port of Spain erbaut, das heutige City Gate. 1803 wurde Fort Picton errichtet, ein nach Gouverneur Thomas Picton benanntes Fort im Stil eines Martello-Turms. Da das Fort nie für einen Verteidigungsfall eingesetzt wurde, wurde es im Volksmund auch „Picton’s Folly“ genannt, etwa „Pictons nutzloser Prunkbau“.

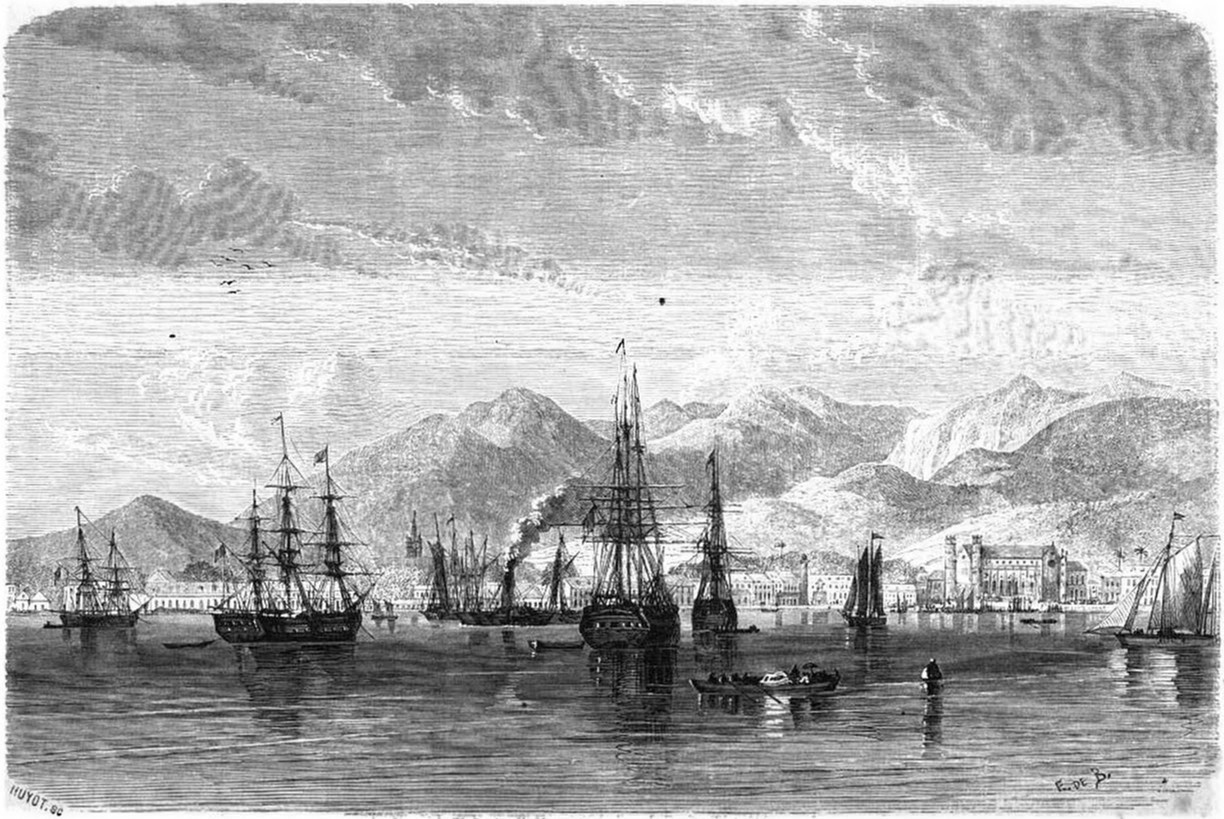
Zeichnung von Évremond de Bérard (1860)

1804 erbaute die französischstämmige Loge Les Frères Unis das erste Freimaurer-Gebäude auf der Insel. 1808 wurden bei einem verheerenden Großbrand ungeklärter Ursache fast die gesamte Stadt zerstört und ihre Einwohner obdachlos; zu Tode kamen glücklicherweise nur zwei Menschen. Im Rahmen des zunächst improvisierten Aufbaus wurde 1812 etwas außerhalb der damaligen Kernstadt ein Gefängnis erbaut, das noch heute steht und in dieser Funktion genutzt wird und mittlerweile im Stadtteil Uptown liegt. Ein planmäßiger Wiederaufbau der Stadt erfolgte erst ab 1813 mit der Ankunft des tatkräftigen Gouverneurs Ralph Woodford. Im Rahmen des Wiederaufbaus kam es zu Landaufschüttungen im Golf von Paria, in Folge derer neue Hafenanlagen gebaut wurden und nach deren Abschluss das Fort San Andres landeinwärts positioniert war. Woodford veranlasste auch den Bau der beiden großen Kirchen Port of Spains, der anglikanischen Holy Trinity Cathedral und der katholischen Cathedral of the Immaculate Conception. Während Woodfords Amtszeit wurde ein als Place des Armes bekannter, vom Militär für Paraden genutzter Platz mitten in der Stadt in einen kleinen Park umgewandelt, der nach einem 1797 mit den Briten nach Trinidad gekommenen Braunschweiger Regiment Brunswick Square benannt wurde und der seit 1917 Woodford Square heißt. 1820 ließ Woodford die Royal Botanic Gardens anlegen, die noch heute bestehen. 1836 wurde Trinidads erste weiterführende Schule eröffnet, das St. Joseph’s Convent, eine katholische Schule, in der noch bis 1870 auf Französisch unterrichtet wurde und die noch heute zu den führenden Schulen des Landes zählt. 1842 wurde südlich des heutigen Independence Square ein Leuchtturm erbaut, damals mit 18 Metern das höchste Gebäude Port of Spains. Der Leuchtturm wurde schon kurz nach Inbetriebnahme als für seine Aufgaben ungeeignet kritisiert. Der Turm existiert noch, steht aber seit Kanalbauarbeiten in den 1960er-Jahren schief. 1836 traf der erste presbyterianische Missionar, der Schotte Alexander Kennedy, auf der Insel ein. 1838 weihte er nach neun Monaten Bauzeit die Greyfriars Church an der Frederick Street ein, die noch heute als presbyterianische Kirche genutzt wird. 1844 wurde der Grundstein für zwei miteinander verbundene Regierungsgebäude am westlichen Ende des Brunswick Square gelegt. Der Gebäudekomplex ist, seit er zum 60-jährigen Thronjubiläum von Königin Victoria rot angestrichen wurde, als Red House bekannt und dient heute als Sitz des Parlaments von Trinidad und Tobago.
Mitte des 19. Jahrhunderts expandierte die Stadt in Richtung Westen. Der heutige Stadtteil Newtown entstand und mit ihm eine neue Infrastruktur wie beispielsweise die katholische St Patrick’s Church als Ergänzung zur Cathedral of the Immaculate Conception. 1851 wurde in Port of Spain unter Gouverneur George Harris die erste Bibliothek der Kolonie errichtet. 1854 kamen im Rahmen einer Cholera-Epidemie über 2000 Menschen ums Leben, was gut 10 % der damaligen Bevölkerung der Stadt entsprach. Anlässlich der Epidemie wurde eine Verbesserung des Gesundheitswesen zu einem zentralen Thema, was 1858 in den Bau des noch heute existierenden „Port of Spain General Hospital“ mündete. 1863 wurde das St Mary’s College eingerichtet, eine der heute noch führenden Schulen des Landes. 1870 erging ein Erlass der Kolonialregierung, dass in den Schulen der Insel Englisch Unterrichtssprache sein solle – in den führenden Schulen, die allesamt in Port of Spain lagen, war dies bis dahin Französisch. 1870 wurde der Grundstein für die Old Police Headquarters gelegt, ein geschichtsträchtiges Gebäude: 1876 vervollständigt, beherbergte es das Polizeihauptquartier und die Freiwillige Feuerwehr der Stadt. 1881 brannte es teilweise nieder, 1990 komplett: Im Rahmen des Putschversuchs von 1990 wurde es von Anhängern der Jamaat al Muslimeen bis auf die Grundmauern niedergebrannt. Das nach alten Plänen neu errichtete Gebäude beherbergt heute das Museum der trinidadischen Polizei. Zwischen 1873 und 1876 wurde am östlichen Rand des botanischen Gartens das Government House errichtet, das heutige President’s House. Das im kolonialen Stil errichtete, vierstöckige Gebäude beherbergte zunächst die Gouverneure der Kolonie und seit der Unabhängigkeit 1962 die Präsidenten des Landes. 1876 flüchtete die deutschstämmige Familie Siegert, Inhaber des von Johann Siegert gegründeten Unternehmens House of Angostura, aus dem von politischen Wirren heimgesuchten Venezuela nach Trinidad und ließen sich mit Firmensitz wie auch privat in Port of Spain nieder, wo bis heute der bekannte Angosturabitter produziert wird.

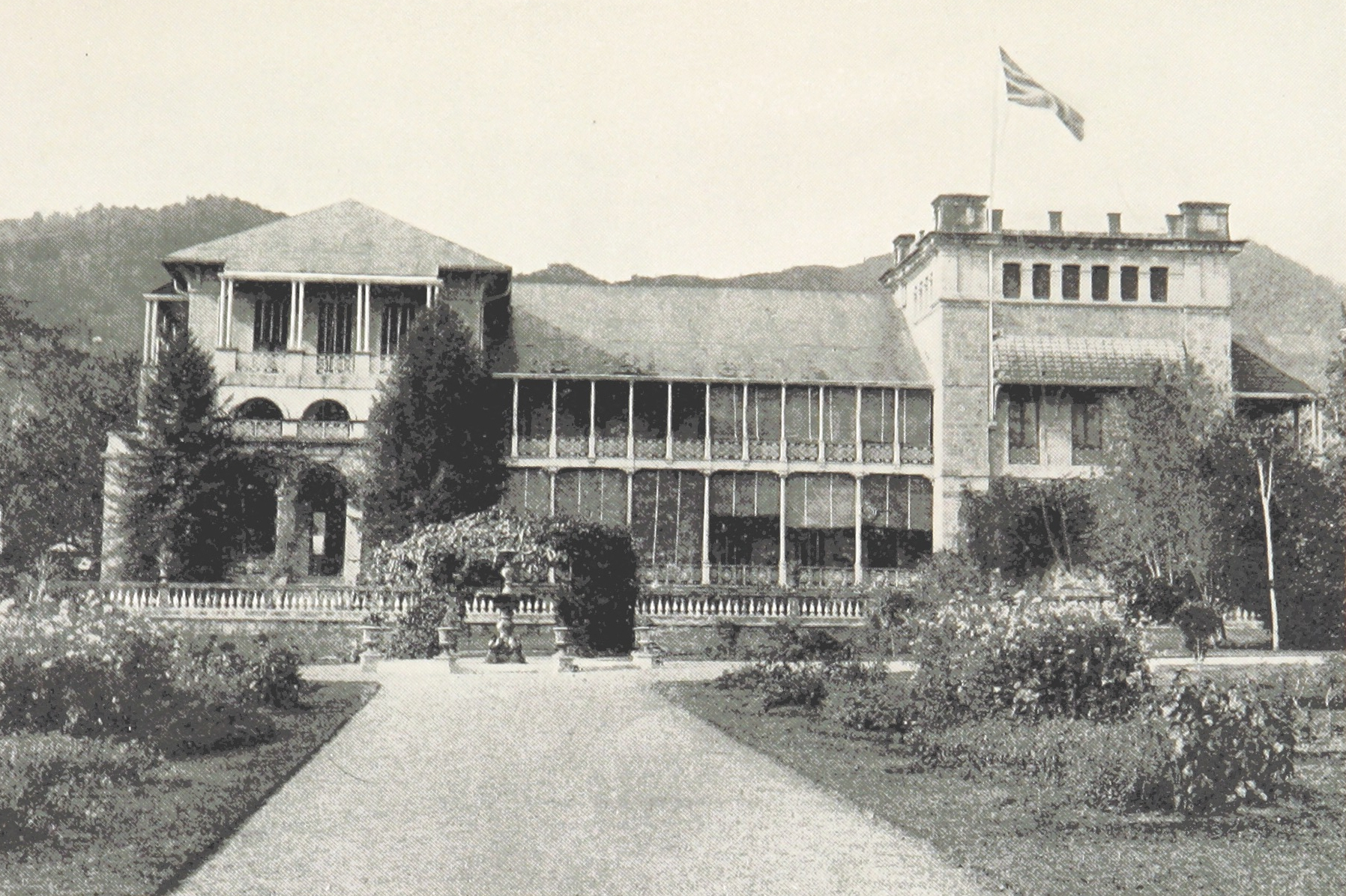
Governor’s House, 1895

Picadilly Street Ecke Duke Street, 1904 oder 1905

Die Jahre von etwa 1880 bis zum Ersten Weltkrieg waren eine Zeit massiver Umwälzungen. Die Kolonialmacht Großbritannien stand in wirtschaftlicher Blüte, und Trinidad stand dank seiner starken Kakaoexporte finanziell gut da. Produkte des weltweiten Handels erreichten die Insel und damit Port of Spain ebenso wie neue technische Erfindungen. 1876 fand nach jahrzehntelangen Finanzierungsproblemen die Eröffnung des trinidadischen Eisenbahnnetzes statt, der Trinidad Government Railway, deren Ausgangspunkt für die beiden Trassen in den Osten und Süden der Insel Port of Spain war. 1895 wurde Port of Spain durch den britischstämmigen Geschäftsmann Edgar Tripp elektrifiziert. Das erste mit Strom versorgte Gebäude war das Governor’s House, das zweite das zwei Monate zuvor errichtete Queen’s Park Hotel an der Queen’s Park Savannah. Im selben Jahr wurde die Stadt erneut durch ein Feuer verwüstet; nahezu alle öffentlichen Gebäude, die im heutigen Stadtteil Downtown zu finden waren, mussten erneut errichtet werden. 1899 wurde eine staatliche Rinderfarm, die westlich an die Savannah angrenzte, nach Valsayn verlegt. Das Gelände der ehemaligen Farm wurde für die Besiedlung freigegeben; dort entstand der neue Stadtteil St Clair, benannt nach der Zuckerplantage, die sich vor der staatlichen Rinderfarm auf diesem Gebiet befand.
Der wirtschaftliche Aufschwung und die Einfuhr neuer Technologien sorgten einerseits für einen erhöhten Lebensstil der Ober- und Mittelschicht der Stadt, anderseits setzte aber auch eine starke Landflucht ein, derer die Stadtverwaltung nur sehr mühsam Herr wurde. Da Port of Spain im Norden durch die Northern Range, im Süden durch den Caroni Swamp und im Westen durch den Golf von Paria begrenzt war, wuchs die Stadt nach Osten, wo chaotisch gebaute Arbeitersiedlungen entstanden.
Zu Beginn des 20. Jahrhunderts wurden südlich des heutigen Independence Square weitere Landaufschüttungen vorgenommen, die der Stadt seewärts ihre heutige Kontur gaben. Mit dem wirtschaftlichen Erfolg Ende des 19. Jahrhunderts kam in Port of Spain als Zentrum des gesellschaftlichen Lebens auf Trinidad eine neue Bewegung auf, die schlussendlich zur Unabhängigkeit des Landes führen sollte: Arbeiterklasse und Mittelschicht zeigten zunehmende Unzufriedenheit mit der Verteilung des Wohlstands der Insel und forderten Teilhabe. Zu Beginn des 20. Jahrhunderts forcierte der Ölboom diese Entwicklung. Während sich Proteste der Arbeiterbewegung entsprechend im Ölgürtel im Süden der Insel regten, formierten sich Proteste der Mittelschicht dort, wo die Ölindustrie ihren administrativen Sitz hatte, also in Port of Spain. Zu den Forderungen gehörten Teilhabe an den Regierungsstrukturen und Jobchancen für Einheimische auf Positionen, die bis dato britischen Kolonialbeamten vorbehalten waren.
Die ersten gewalttätigen Proteste waren die Water Riots am 23. März 1903, als über 5000 Bürger von Port of Spain eine Erhöhung der Wasserpreise, die Ankündigung der Installation von Wasserzählern in Privathaushalten und wilde Gerüchte rund um diese Maßnahmen zum Anlass nahmen, den Tagungsort der Kolonialregierung, das Red House, zu umzingeln, die Fenster mit Steinen einzuwerfen und das Gebäude schließlich abzubrennen. Es wurde am selben Ort nach Plänen des Architekten Daniel Mienerts Hahn neu erbaut und 1907 wiedereröffnet.
1904 wurden die Magnificent Seven entlang der Westseite der Savannah erbaut; die Prachtbauten sind heute noch (in unterschiedlich guten Zuständen) erhalten. Eines davon ist das aktuelle Gebäude des Queen’s Royal College, das zu den prestigeträchtigsten Schulen des Landes gehört und (zunächst in einem anderen Gebäude) seit 1859 besteht.
1911 wurde in Woodbrook das erste Kino Trinidads eröffnet, das London Electric Theatre, das 1961 in V. S. Naipauls preisgekröntem Roman Ein Haus für Mr. Biswas eine prominente Rolle spielte. Am 23. Januar 1913 fand der erste trinidadische Binnenflug in der Savannah statt, als der US-amerikanische Flugpionier Frank Boland mit seinem Doppeldecker eine Flugvorstellung gab. Er stürzte dabei aus etwa 30 Metern Höhe ab und verunglückte tödlich.
1914 erhielt Port of Spain den Status einer „City“ und damit einen gewissen Grad an Autonomie. Damit verbunden war die erstmalige Benennung eines Bürgermeisters; der erste war Enrique Prada, zuvor höchster Beamter des kolonialen Gesundheitswesens in Trinidad. 1924 wurde an der Stelle des alten Bahnhofsgebäudes das Railway Headquarters Building erbaut, das heute als „City Gate“ als Busbahnhof, Zentrale des staatlichen Verkehrsunternehmens Public Transport Service Corporation und prominente Landmarke am südöstlichen Stadtrand fungiert.

### Port of Spain nach dem Ersten Weltkrieg
| Bürgermeister seit 1914 |                            |  |            |                          |
| Zeitspanne              | Bürgermeister              |  | Zeitspanne | Bürgermeister            |
| 1914–1917               | Enrique Prada              |  | 1960–1968  | Edward Taylor            |
| 1917–1919               | Frederick Scott            |  | 1968–1971  | Joseph Hamilton-Holder   |
| 1919–1920               | Adam Smith                 |  | 1971–1974  | Fitz Blackman            |
| 1920–1921               | Randolph Rust              |  | 1974–1976  | Lakshmidatta Shivaprasad |
| 1921–1922               | Arthur Hutton McShine      |  | 1976–1979  | Clyde McCollin           |
| 1922–1924               | Gaston Johnson             |  | 1980–1983  | George Neehall           |
| 1924–1925               | Charles Henry Pierre       |  | 1983–1987  | Stevenson Sarjeant       |
| 1925–1926               | Elias Bass                 |  | 1987–1989  | Augustus Williams        |
| 1926–1929               | Gaston Johnson             |  | 1990       | Ausnahmezustand          |
| 1929–1932               | Arthur Cipriani            |  | 1991–1994  | Augustus Williams        |
| 1932–1933               | Henry Alexander de Freitas |  | 1994–1996  | Ethelbert Paul           |
| 1933–1936               | Arthur Cipriani            |  | 1996–2000  | John Rahael              |
| 1936–1937               | Alfred Richards            |  | 2000–2006  | Murchison Brown          |
| 1937–1938               | Garnet McCarthy            |  | 2006–2010  | Murchison Brown          |
| 1938–1940               | Arthur Cipriani            |  | 2010–2013  | Louis Lee Sing           |
| 1940–1941               | Alfred Richards            |  | 2013–2016  | Raymond Tim Kee          |
| 1941–1943               | Tito Princilliano Achong   |  | 2016       | Keron Valentine          |
| 1943–1944               | Hugh Wooding               |  | 2016–2023  | Joel Martinez            |
| 1944–1946               | Henry Hudson-Phillips      |  | seit 2023  | Chinua Alleyne           |
| 1946–1947               | Reginald Vidale            |  |            |                          |
| 1947–1948               | George Cabral              |  |            |                          |
| 1948–1950               | Norman Tang                |  |            |                          |
| 1950–1951               | Raymond Hamel-Smith        |  |            |                          |
| 1951–1953               | George Cabral              |  |            |                          |
| 1953–1955               | J.P. Hutchinson            |  |            |                          |
| 1955–1956               | Patrick Mathura            |  |            |                          |
| 1956–1957               | Louis Gerald Rostant       |  |            |                          |
| 1957–1960               | Dennis Mahabir             |  |            |                          |

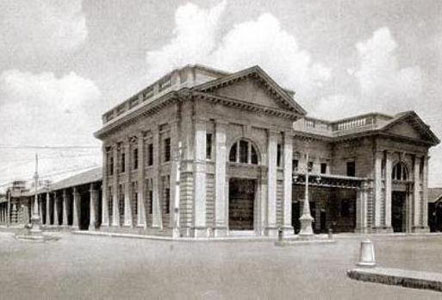
Bahnhof von Port of Spain (1924)

Die Zweit zwischen den Weltkriegen war geprägt von ambitionierten Bauprojekten zur Verbesserung der Infrastruktur der Stadt, aber auch von sozialen Unruhen in Trinidad, deren Epizentrum Port of Spain war. Die sozialen Unruhen resultierten aus dem wirtschaftlichen Niedergang der trinidadischen Kakaoindustrie in den frühen 1920er-Jahren, die Port of Spain als wichtige Hafenstadt besonders hart traf, und der Weltwirtschaftskrise ab 1929, aber soziale Verwerfungen, die der Erste Weltkrieg ausgelöst hatte.
Viele trinidadische Freiwillige hatten im Ersten Weltkrieg im British West Indies Regiment gedient und dort Rassismus und ständige Erniedrigungen erfahren. Zum Zeitpunkt ihrer Rückkehr fanden sie ein politisch aufgeheiztes Klima vor; angefeuert und koordiniert von erstarkenden Gewerkschaften machten Arbeiter ihrem Unmut über ihre prekären Verhältnisse Luft, und der Mittelstand protestierte gegen mangelnde Partizipation. Die demobilisierten Soldaten wurden von Administration und Bevölkerung mit Begeisterung empfangen, waren jedoch nicht bereit, die Ungleichbehandlungen durch die Kolonialmacht weiter hinzunehmen. Im Rahmen einer Feier des Kriegsendes kam es am 21. Juli 1919 in der Savannah zu schweren Ausschreitungen gegen die Besatzung des britischen Kriegsschiffs HMS Dartmouth, die die ganze Innenstadt von Port of Spain in Chaos stürzten.
Im Rahmen eines Streiks der Hafenarbeiter besetzten diese am 1. Dezember 1919 die Hafenanlagen von Port of Spain. Die Proteste griffen auf die gesamte Stadt über, in der zwei Tage lang anarchische Zustände herrschten, bis die Arbeiter durch eine 25-prozentige Lohnerhöhung beruhigt werden konnten. In der Folge ließ die Kolonialregierung zur Unterdrückung weiterer Proteste britische Truppen aus Jamaika kommen und erließ Gesetze zur Einschränkung von Streikrecht und Pressefreiheit.
1924 wurde in der „Little Savannah“ (dem heutigen Memorial Park) ein Denkmal für die trinidadischen Teilnehmer des Ersten Weltkriegs errichtet. Für die Bewohner war dies ein großes Ereignis, da Ort und Ausführung des Denkmals unter Bürgerbeteiligung bestimmt worden waren; die Debatte hatte acht Jahre angedauert.
In den 1920er-Jahren wurde ein Teil des Sumpfgebiets südlich von Laventille aufgeschüttet, was eine Expansion der Stadt nach Osten ermöglichte. Ein ähnliches Vorhaben für den Caroni Swamp scheiterte am Bankrott der ausführenden Firma. In den 1930er-Jahren wurden in Kooperation zwischen Stadtverwaltung und Kolonialregierung mehrere Gebietsreformen durchgeführt, die die Fläche und Einwohnerzahl von Port of Spain deutlich vergrößerten. Zwischen 1932 und 1938 wurden die heutigen Stadtteile Mucurapo, Gonzales, Saint Clair, Saint James und Cocorite, damals selbständige Ortschaften, nach Port of Spain eingemeindet. Zwischen 1935 und 1939 wurde mit Hilfe von Landaufschüttungen der Tiefwasserhafen der Stadt erbaut. Den stärksten Einfluss auf die Demographie der Stadt hatte die Eingemeindung von Saint James im Juni 1938, da der Ort primär von Indotrinidadiern bewohnt war, während die Einwohnerschaft Port of Spains bis dahin durch Afrotrinidadier, Weiße und Kreolen geprägt war. Saint James war durch eine chaotische Infrastruktur und hohe Bevölkerungsdichte geprägt (die Eingemeindung erhöhte die Einwohnerzahl Port of Spains um etwa 15 %), so dass in der Hauptstadt (und insbesondere im an Saint James angrenzenden Stadtteil Woodbrook) Bedenken bezüglich einer möglichen gesundheitlichen Gefährdung geäußert wurden; Pläne für die Eingemeindung kamen bereits 1919 auf, zustande kam sie erst 19 Jahre später. Mit der Eingemeindung kam es auch zu einer Diversifizierung der Religionsgemeinschaften und religiösen Bauten im bis dahin deutlich christlich geprägten Port of Spain. In St. James steht beispielsweise die zum Eingemeindungszeitpunkt größte Moschee des Landes, die noch heute bestehende Haji Gookol Meah Masjid, die damals 500 Gläubige beherbergen konnte. Port of Spain wurde dadurch auch zum Schauplatz der jährlichen Hosay-Prozessionen, bei denen „Tadjahs“, haushohe Moscheemodelle aus Bambus, Holz und Pappmaché, begleitet von einer Tassa-Trommelgruppe durch die Straßen getragen und am Ende des dreitägigen Fests ins Meer geworfen werden.
In kultureller Hinsicht brachte der Vorabend des Zweiten Weltkriegs ein neues Instrument hervor: Die Steel Pan, die ab 1937 in Port of Spain entwickelt wurde. 1937 verwendete die Karnevalsband Alexander’s Ragtime Band, ansässig an der Ecke Woodford Street/Tragarete Road, erstmals Ölfässer als Instrumente, zunächst rein perkussiv und als Ergänzung zu den traditionellen Perkussionsinstrumenten aus Bambusstämmen. 1939 trat die Band beim Karneval erstmalig ausschließlich mit Ölfässern als Instrumenten an. In den 1940er-Jahren entwickelten Genrepioniere wie Winston Simon, Neville Jules, Anthony Williams oder Elliot Mannette die Steel Pan weiter zu einem Instrument, mit dem die Steel Bands der Stadt und später des ganzen Landes Melodien spielen konnten.
Im Dezember 1938 brannte eine große Lagerhalle am westlichen Ende des Marine Square (des heutigen Independence Square) ab. Da sie große Mengen an für Weihnachten georderten Waren enthielt, darunter Spielzeug und Filmrollen aus leicht brennbarem Zelluloid, war das Feuer unkontrollierbar und vernichtete neben dem Lagerhallenareal auch 19 Leichter. Von der Stadtverwaltung wurde das im Volksmund „Weihnachtsfeuer“ genannte Unglück zum Anlass genommen, neue Bebauungspläne für das Küstenareal zu erstellen und eine Küstenstraße (die noch heute als zentrale Verkehrsachse fungierende Wrightson Road) von den nordwestlichen Vororten bis zu den südlichen Hafenanlagen zu erbauen. Im Mai 1939 wurde der Tiefwasserhafen nach fünf Jahren Bauzeit eingeweiht. Zahlreiche weitere Bauprojekte zur Verbesserung der Infrastruktur waren geplant und teils im Bau, doch mit dem Ausbruch des Zweiten Weltkriegs im September 1939 wurden sie auf Eis gelegt.

### Port of Spain im Zweiten Weltkrieg

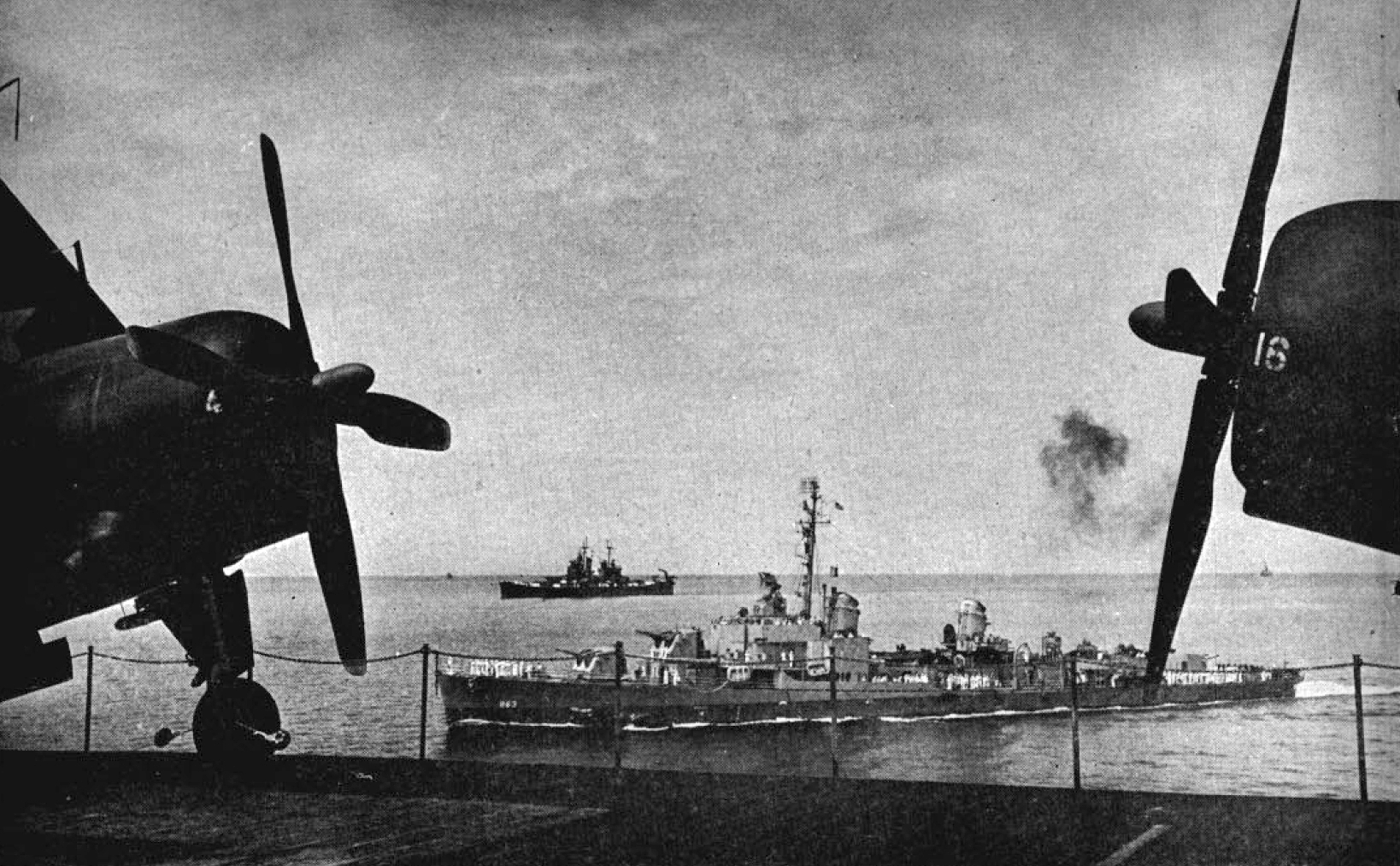
Der US-Zerstörer USS Steinaker im Golf von Paria (1946)

Zu Beginn des Zweiten Weltkriegs war Port of Spain die administrative und kulturelle Hauptstadt der Kolonie; industrielles Zentrum war zu dieser Zeit wegen der räumlichen Nähe zur Ölindustrie San Fernando. Erste Auswirkungen des Krieges waren Verknappungen von Waren, die nicht mehr aus Europa importiert werden konnten. Das führte zu deutlichen Auswirkungen auf die Infrastruktur der Stadt. Autos, bis 1940 entweder Statussymbol der Besserverdienenden oder Taxis für alle Bevölkerungsschichten, verschwanden in Ermangelung von Ersatzteilen nach und nach von den Straßen. Die Stadtverwaltung führte 1940 als Maßnahme gegen den Mobilitätsverlust Oberleitungsbusse ein, die das bereits seit 1895 existierende Straßenbahnnetz unterstützen sollten. Auch das defizitäre nationale Bahnsystem, dessen Nabel der im Süden der Stadt gelegene Hauptbahnhof war, erlebte erneut einen Boom. 1940 wurde trotz des Krieges ein großes Wohnungsbauprogramm umgesetzt, in dessen Rahmen wild gebaute, beengte Baracken der Arbeiterschaft im östlichen Teil Port of Spains abgerissen und durch moderne „model homes“ (standardisierte Musterhäuser) ersetzt wurden. Da letztere mehr Raum pro Bewohner einnahmen, wurde zusätzlicher Platz für Wohnraum benötigt, und so wuchs Port of Spain wieder einmal nach Osten. Schon 1935 war zu diesem Zweck die ehemalige Plantage Gonzales Estate eingemeindet worden, wo bis 1937 der gleichnamige Stadtteil entstand. 1940 wurde im Zuge der besseren Erschließung des Südostens von Port of Spain ein großes Waldareal östlich von Gonzales gerodet und erschlossen und als dringend benötigtes Siedlungsgebiet ausgewiesen: das heutige Morvant.
Im Januar 1940 wurde ein Freiwilligenverband, das „Trinidad Volunteer Corps“ gegründet und an der Tragarete Road in Woodbrook stationiert. Im Mai 1940 wurden in Trinidad sesshafte Bürger der Achsenmächte gezwungen, ihren Wohnsitz in Port of Spain zu nehmen, und sie wurden zahlreichen Einschränkungen wie einer Sperrstunde und einem Verbot, Fahrzeuge zu benutzen, unterworfen.
Mit dem zwischen dem Vereinigten Königreich und den Vereinigten Staaten getroffenen Zerstörer-für-Stützpunkte-Abkommen veränderte sich Port of Spain ab September 1940 ebenso rasant wie nachhaltig. Die Vereinigten Staaten errichteten mehrere Basen in Trinidad und konnten ohne Zustimmung der Kolonialbehörden eine entsprechende Infrastruktur schaffen. Neben zwei großen Luftwaffenbasen (die Waller Air Force Base im Nordosten und die Carlsen Air Force Base im westlichen Zentraltrinidad) wurde in der nordwestlich an Port of Spain angrenzenden Region Chaguaramas eine große Marinebasis errichtet. In Port of Spain selbst befanden sich unter anderem das US-Hauptquartier, das Logistikzentrum (für das der gerade erst fertiggestellte Tiefwasserhafen requiriert wurde) sowie kleinere militärische Einrichtungen inklusive der Freizeiteinrichtungen für die US-Soldaten.
Die Veränderungen in der Stadt, von denen viele in einem sehr kurzen Zeitraum passierten, waren vielfältig. Die US-Amerikaner stellten einheimische Hilfskräfte für die Landrodung, den Gebäude- und den Straßenbau ein, was einen sogartigen Wirtschaftsboom hervorrief. Der Bedarf der Soldaten an Lebensmitteln und Unterhaltung hatte ähnliche wirtschaftliche Folgen. Die schiere Anzahl der US-Soldaten führte zu einem deutlich gesteigerten Verkehrsaufkommen, und da die Soldaten mehrheitlich weiß waren, veränderte sich das Straßenbild. Mit dem Ende des Zweiten Weltkriegs endete der Devisenzustrom größtenteils; lediglich die Marinebasis in Chaguaramas wurde mit stark reduziertem Personal noch bis in die 1960er-Jahre weiterbetrieben. Die baulichen Veränderungen in Form von Straßen und Gebäuden, die die US-Amerikaner vorgenommen hatten, blieben jedoch bestehen.
Ein Gesprächsthema in den 1940er-Jahren und bis in die 1950er-Jahre hinein waren die Steel Bands. Während diese im Rest des Landes leidlich friedliche Musikkapellen waren, die zur Karnevalszeit an Musikwettbewerben teilnahmen und den Rest des Jahres neue Arrangements einstudierten, waren sie in Port of Spain de facto Straßenbanden, die in Rivalität zueinander standen, Gebiete in der Stadt für sich beanspruchten und regelmäßig aneinandergerieten. Im 1953 kam es beispielsweise zu tagelangen Straßenschlachten zwischen Steelbands, die über 100 Verletzte und einen Toten forderten.
In diese Zeit fiel allerdings auch eine kulturelle Emanzipation Trinidads von der Kolonialmacht Großbritannien, die in der Hauptstadt begann. Die Popularität der Steel Bands beruhte auch auf der Tatsache, dass die Steel Pan eine rein trinidadische Erfindung war, weshalb einheimische Politiker die gewalttätigen Steel Bands gegenüber kritisch eingestellten hohen Kolonialbeamten verteidigten. In den 1940er-Jahren entwickelte die ehemalige Lehrerin Beryl McBurnie nach mehreren Jahren Feldforschung in Trinidad und Studium in New York eine modernisierte Fassung trinidadischer Tanztraditionen. 1948 eröffnete sie in Port of Spain das Little Carib Theatre, das erste Veranstaltungszentrum für trinidadische Kultur. Auf der von Albert Gomes und Eric Williams protegierten Eröffnungsveranstaltung sang unter anderem Paul Robeson. McBurnie nutzte das Little Carib nicht nur als Vehikel für ihre eigene Domäne, den Tanz, sondern öffnete es auch für trinidadische Musik (neben den Steel Bands zum Beispiel Parang) und Theater. Diverse Theaterstücke von Derek Walcott, der ab 1959 ein Theaterseminar im Little Carib leitete, wurden dort uraufgeführt.

### Westindische Föderation (1958–1962)
Die 1950er-Jahre waren geprägt vom weiteren Wachstum der Stadt, ermöglicht durch eine starke wirtschaftliche Entwicklung der Kolonie, primär fußend auf Öl- und Agrarexporten. Das Eisenbahnnetz wurde zugunsten des wieder florierenden Autoverkehrs zwischen 1954 und 1968 stückweise abgebaut. 1954 wurde mit dem Colonial Life Building Port of Spains erstes Hochhaus gebaut, das an der St. Vincent Street liegt und 31 Meter hoch ist. 1956 wurde der Bau des Beetham Highway begonnen, der den Anschluss an den während des Krieges von US-Truppen für den schnellen Ost-West-Transport erbauten Churchill Roosevelt Highway ermöglichte.

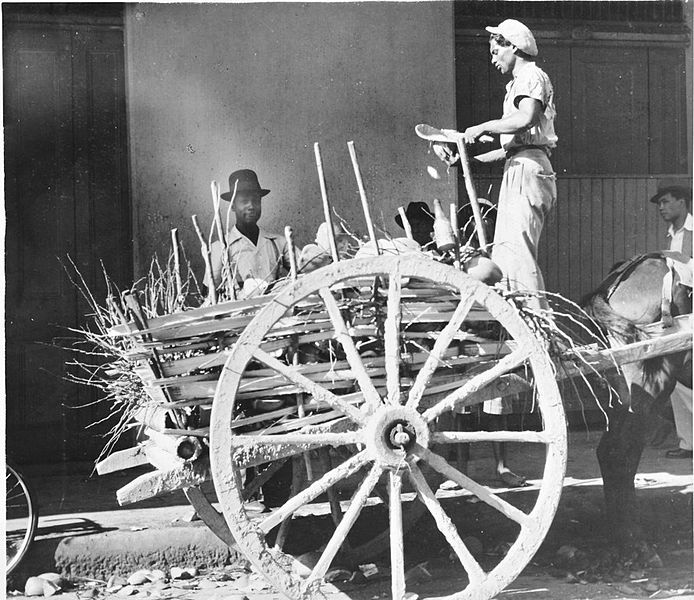
Kokosnuss-Verkäufer, ca. 1950

In der Zeit von 1955 bis 1962 war Port of Spain schon wegen seiner Größe und ökonomischen Bedeutung eines der Zentren der trinidadischen Unabhängigkeitsbewegung. Eric Williams nutzte insbesondere den Woodford Square in Downtown als Ort für politische Veranstaltungen, der daraufhin den Beinamen „University of Woodford Square“ bekam.

“Woodford Square roared in approval, and the roar was heard in London and in Washington.”

Im Januar 1956 entstand aus dem Dunstkreis der Woodford-Square-Bewegung, einer losen Vereinigung aus Lehrern, Anwälten und Ärzten mit Verbindung zur Lehrerorganisation Teachers’ Economic and Cultural Association (TECA), die Partei PNM, die unter Eric Williams zum Motor der trinidadischen Unabhängigkeitsbewegung werden sollte und noch im selben Jahr die Wahl zum Legislativrat der Kolonie gewann.
1958 wurde Port of Spain Hauptstadt der kurzlebigen Westindischen Föderation, eines von Großbritannien initiierten Zusammenschlusses von zwölf englischsprachigen, britischen Kolonien der Karibik. Geplant war, die Hauptstadt der Föderation in Chaguaramas neu zu errichten und bis zur Fertigstellung das nahegelegene Port of Spain als temporäre Hauptstadt zu nutzen. Für wenige Jahre beherbergte Port of Spain legislative und administrative Arme der Westindischen Föderation: Der Generalgouverneur residierte im Government House nördlich der Savannah, das Parlament tagte im Red House, und die Administration war im „Federal House“ untergebracht, einem großen Bürogebäude zwischen Edward Street und St Vincent Street, das später das trinidadische Bildungsministerium beherbergen sollte. Noch bevor in Chaguaramas nennenswerte Bauarbeiten begannen, löste sich die Westindische Föderation nach internen Querelen und dem Austritt Jamaikas auf.

## Trinidad und Tobago (seit 1962)
1962 wurde die Stadt im Rahmen der Unabhängigkeit von Großbritannien Hauptstadt von Trinidad und Tobago. 1960 hatte die Stadt mit knapp 94.000 Einwohnern ihre höchste Einwohnerzahl. Seitdem schrumpft sie aus verschiedenen Gründen: Wohngebiete wurden nach und nach in Handels- und Industriezonen umgewandelt, und durch erhöhte Mobilität verlagerte sich die Besiedlung in angrenzende, formell nicht zur Hauptstadt gehörende Gebiete. Port of Spain hat außerdem den Ruf, notorisch verstopft und von Kriminalität gebeutelt zu sein. Heute hat das Kerngebiet von Port of Spain unter 40.000 Einwohner, die Metropolregion aber über 500.000.
Die 1970er-Jahre standen im Zeichen der Black Power Revolution. Die Nachfahren afrikanischer Sklaven machten etwa 40 % der Bevölkerung Trinidads aus und waren in Port of Spain überproportional vertreten. Ausgehend von Protesten gegen die Unterdrückung Schwarzer in den Vereinigten Staaten und Kanada bildete sich in Port of Spain eine Protestbewegung mit dem Ziel, die Lebensumstände und Perspektiven schwarzer Trinidadier zu verbessern. Es herrschte Frustration darüber vor, dass acht Jahre nach der Unabhängigkeit Trinidads die Wirtschaft des Landes immer noch von Weißen dominiert wurde. Das erste medial rezipierte Ereignis war der Auftritt des Karnevalszugs „Pinetoppers“ beim Karneval in Port of Spain im Februar 1970. Der Zug mit über 1000 Tänzern präsentierte Porträts schwarzer und indischstämmiger Sozialisten und stand unter dem Motto „The Truth About Africa“. In der Folge kam es zu eskalierenden Protesten gegen die Regierung. Noch im Februar 1970 demonstrierten Studenten anlässlich des Jahrestages der Sir-George-Williams-Affäre  in Port of Spain vor der kanadischen Botschaft und der trinidadischen Zentrale der Royal Bank of Canada und besetzten anschließend eine Kirche. Die Black-Power-Bewegung der 1970er-Jahre nutzte häufig den Woodford Square für politische Agitation. Am 6. April 1970 erschoss die Polizei auf dem Platz den Demonstranten Basil Davis. Der Beerdigungszug zwischen dem Woodford Square und dem Friedhof von San Juan war mehrere Kilometer lang. In der Folge kam es zu Ausschreitungen und Streiks, was die Regierung unter Eric Williams dazu veranlasste, den Notstand auszurufen. Mehrere prominente Gewerkschafter und Befürworter der Black Power Revolution wurden verhaftet, was wiederum zu einem Putschversuch von Teilen des Militärs im westlich von Port of Spain gelegenen Chaguaramas führte.
Zwischen 1979 und 1986 wurde am westlichen Ende des Independence Square der Eric Williams Financial Complex erbaut, zwei Zwillingshochhäuser, die seitdem das Stadtbild zum Wasser hin prägen. Sie beherbergen unter anderem die Zentralbank und das Finanzministerium.
1990 wurde im Rahmen des Putschversuchs der muslimischen Organisation Jamaat al Muslimeen das Red House von den Putschisten gestürmt, die die anwesenden Parlamentarier inklusive Premierminister A.N.R. Robinson als Geiseln nahmen und erst nach sechstägigen Verhandlungen wieder freiließen. Mehrere Gefechte zwischen Militär und Putschisten sorgten für schwere Schäden am Red House.
2009 wurde im Hafenareal das Port of Spain International Waterfront Centre eröffnet, ein Bürokomplex direkt am Wasser, der mit 113 Metern Trinidads höchstes Einzelgebäude beinhaltet. Der Komplex wurde als Finanzzentrum geplant, wurde aber nach und nach zum Sitz von staatlichen Institutionen wie dem Supreme Court.